# QVC
QVC（キューヴィーシー）は、24時間テレビショッピングを放送する専門チャンネル。名称の由来は Quality（品質）、Value（価値）、Convenience（便利）の頭文字である。アメリカ合衆国で1986年に開局。2017年現在、アメリカ以外には日本、イギリス、ドイツ、イタリア、中国でも放送している。

## 沿革
QVCは、ジョセフ・シーゲルによって1986年にアメリカ合衆国で創業された。1986年11月24日に放送開始。最初の商品は$11.49のシャワーラジオであった。当初は1日16時間放送で、1987年初頭に24時間放送に拡大した。公開会社として創業後、1年間の売り上げが当時最大（112百万ドル）を記録した。
1989年、当時倍の規模であった競合のCVNを買収。
1993年1月、バリー・ディラー（元パラマウント映画・20世紀フォックスのCEO兼会長）が会長に就任。
1993年にイギリスでBスカイBと提携し、同年10月よりイギリス版（QVC UK）の放送を開始。
1995年にはケーブルテレビ大手・コムキャストとTCI（1999年AT&Tにより買収、メディア部門・リバティメディアは2001年独立）が買収。コムキャストが経営権を握り、QVCの資金力を背景にパラマウント映画やCBSの買収を企てていた（いずれも失敗に終わる）バリー・ディラーが追放される。
2003年7月、リバティメディアがコムキャストが保有する株式を79億ドルで買収、完全子会社とする。

## QVCジャパン
株式会社QVCジャパン（英: QVC Japan Inc.）は、千葉県千葉市美浜区の幕張新都心に本社を置く、アメリカQVC Inc.と三井物産の合弁による日本法人である。

### 概要
- スカイパーフェクTV!（現・スカパー!プレミアムサービス）の委託放送事業者（現・衛星一般放送事業者）・QVCサテライト（QVCジャパンの完全子会社）により、2001年4月1日に開局した。開局最初の商品（TSV）はジュエリーでナビゲーターは田代ナビ（2011年1月1日放送より）。
- スカパー!、スカパー!プレミアムサービスおよび一部のケーブルテレビで24時間放送しているほか、BS12トゥエルビ[注 2]でも1日最大12時間ないし11時間[注 3]、BS日テレで2時間、BS松竹東急で1時間のサイマル放送を行っている。
- 千葉県千葉市にあるスタジオからの生放送が編成の中心[注 4]。BS4K放送事業者としては唯一東京都以外に制作・送出拠点を置いている[注 5][3]。
- テレビショッピングにありがちな過剰な演出を極力排除し、商品を直接手にすることが出来ない視聴者に代わり、商品の魅力や機能を専属のナビゲーターとゲスト（商品を開発・販売している企業の担当者等）が紹介する。あわせて、視聴者からの質問も受け付ける。
- 商品の購入手段は電話・インターネット・携帯サイトがある。
- 品質保証のための全額返金制度がある。購入した商品に不満や不具合などがある場合、たとえ消耗品（化粧品・洗剤など）であっても30日以内であれば返金が可能（→クーリング・オフ）。
- 2013年度の売上高は1000億円[4]で、テレビショッピングとしては先発のショップチャンネルとともに大きなシェアを占めている。視聴世帯数は2000万人弱（BS12トゥエルビ・BS日テレでの視聴者を除く）。

### 沿革

日本では2011年6月まで使用されたロゴ

- 2011年には放送開始10年目に入り、10周年記念のイベントやセールが行われている。
- 2011年3月より10年間、千葉マリンスタジアム（千葉ロッテマリーンズ本拠地）の命名権を取得。球場名を「QVCマリンフィールド」（現・ZOZOマリンスタジアム）に改称[注 6]。なお2016年11月をもって中途解約している。
- かつては、旧本社があったワールドビジネスガーデン（WBG）マリブアネックスから番組を制作、日本全国に送出していたが、2010年11月にWBG向かいにある、三井アウトレットパーク 幕張のセンター駐車場（2011年1月10日に閉鎖[5]）に新社屋を建設する事を発表。2013年1月17日に新社屋「QVCスクエア」が竣工、2013年4月1日から「QVCスクエア」からの放送を開始した[6]。2013年8月には新社屋「QVCスクエア」が第26回日経ニューオフィス賞「ニューオフィス推進賞＜経済産業大臣賞＞」受賞した。
- 2011年3月11日に発生した東日本大震災では、本社自体は被害を受けなかったものの、幕張エリアは液状化現象が発生するなどの被害があったことから同日から放送休止とし、終日「しばらくお待ちください」の字幕が放送された。その後「震災の影響で放送を休止しております」に字幕が変更され、23日に放送再開。これを境に、字幕で地震速報や津波の情報を伝えるシステムができたほか、ナビゲーターによる災害報道アナウンスを強化。
- 2011年6月5日には、各国のQVCに追い付く形でロゴを一新。“リボンロゴ”と呼ばれる物になった[注 7]。また、常時画面に表示されている“プロダクトボックス”も同時に変更された。そして、新スローガン「ショッピングを超えてゆく。」を掲げている[7]。
- 2011年7月上旬に「予約注文」が「ウェイトリスト」という表記に変わった。同時期に不定期であるが23時30分頃に“ワンモアチャンス”という当日のお買い得商品を振り返るコーナーが出来た。
- 2015年3月31日、スカパー！プレミアムサービスにて、標準画質は14年間で終了した。Ch.525に収約。
- 2015年4月、これまで使用していた“リボンロゴ”をジョイレッドと呼ばれる特色カラーに変更。
- 2016年1月、新タグライン「見つかるうれしさ 好きになるよろこび」に変更。
- 2016年4月1日で開局15周年を迎え、4月1日、2日、3日に特別番組「QVC 15周年バースディ」を放送。
- 2016年4月1日にホームページを全面リニューアル。従来の充実したコンテンツは継続し、シンプルで使いやすいデザインへと変更。TVのみならずウェブサイトやモバイルを通じ快適なショッピング体験を提供してゆく。
- 2016年12月1日、スカパー!プレミアムサービスの衛星一般放送事業者がスカパー・ブロードキャスティングからスカパー・エンターテイメントに変更。
- 2018年9月26日、スカパー!にてスロットは12に低下するものの、ハイビジョン放送開始。
- 2018年12月1日、新4K8K衛星放送ならびにスカパー!プレミアムサービスで「4K QVC」が放送開始。
- 2019年、24時間生放送を休止し、午前2時 - 6時には同日0時の収録が再放送された。なお、生放送時は右上に「LIVE」のテロップが表示されるようになった。同時に朝時間帯での時刻表示と天気ループが廃止された。
- 2020年3月31日、「4K QVC」のスカパー!プレミアムサービスでの放送が終了。BS4Kでの放送は継続。
- 2020年4月1日、QVCのコーポレートロゴとブランドをリニューアルした[8]。
- 2021年12月13日、QVCジャパン初の地上波テレビCMを関東を中心とした全国主要都市で放送[9]。
- 2022年12月15日、AIによるリアルタイム字幕放送を一部時間帯で開始。2023年6月1日には12時間[10]、同年12月1日には24時間に拡大した[11]。
- 2023年11月24日、番組供給事業者であるQVCサテライトは総務省から右旋帯域における衛星基幹放送（BS4K放送）業務の認定を受けたことを発表[11][12]。
- 2025年3月31日、左旋帯域でのBS4K放送を終了[13][14]。
- 2025年4月1日、物理チャンネル（BS-11ch）[15]を変更した上で右旋帯域でのBS4K放送並びにデータ放送を開始[13][14]。

### 主な番組
以下が主なカテゴリーである。商品のジャンル毎に大抵1時間の放送枠で括られるが、殆どが定曜日定時間帯編成とはなっていない。ただし、BS日テレに再送信ネットを行う一部時間帯は定時番組という形になっている（下記の定時番組の項を参照）。
とくに注釈のない限り、時間は日本時間での表記。

#### 宝飾品
- ジュエリーボックス（Jewelry Box）
- アクセサリー・ア・ラ・モード（Accessories A la mode）
- ブランドアクセサリー（Brand Accessories）

#### 美容・健康
- ビューティー＆コスメ（Beauty & Cosmetics）

#### 食文化
- グルメタイム (Gourmet Time)
- Let'sクッキング (Let's Cook)

#### 服飾
- ファッションワードローブ (Fashion Wardrobe) FとGに区分されている。Fはファッション、Gはグッズの略。
- Style by k.nakaura（QVC社員でファッションコーディネーターの仲浦好一が、独自のルートで仕入れてコーディネートした商品を販売する。仲浦は毎回出演し、モデルに直接コーディネートする時もある。）
- 澤崎隆人のドラマティックファッション（澤崎隆人が毎回出演。毎週水曜1時）
- 岡田可愛、南野陽子、ピーターなどの芸能人デザイナーによるブランド。

#### その他
- レジャー&ホビー (Leisure & Hobby)
- 快適生活／快適家電 (Make Life Easier)
- ホームリビング (Home Living)
- ヘルシーライフ (Healthy Life)
- ブランドアニバーサリー (Brand Anniversary) 毎週木曜15時
- マーフィーセレクト快適グッズ

#### セレビスタ
- カリスマトップモデルがオススメ商品を紹介。
- 出演セレブ：前田典子（ファッション）、織香（ホームリビング）、アンミカ（コスメ）、篠田あきえ、HARUKO、長谷川ミキ、田村桂子、渡辺めぐみ。

#### 定時番組
一部時間帯は定時番組の扱いとなっており、それぞれ独自のオープニングタイトルが存在している。
- お昼はチェッQ!ワクワク14 （毎日 14:00 - 15:00）
- 毎日がサプライズ!ドキドキ20 （毎日 20:00 - 21:00）
- ANOTHER ONE（アナザーワン） （月曜 - 土曜 1:00 - 2:00）
- さとう晴美のビューティーライフ （毎週火曜 13:00 - 14:00）
- 朝倉美穂の三ツ星キッチン （毎週水曜 10:00 - 11:00）
- 健康習慣モーニングQ （毎週金曜 9:00 - 10:00）

##### 特売品枠
- TSV (Today's Special Value) - その日1日1品の紹介。価格が通常のQVC価格よりもさらに値引きされる。放送時間は基本的に0:00、8:00、11:00、17:00[注 8]、22:00であるが、TSVで当日2品以上紹介する場合は、それ以外の時間帯に放送される場合もある（特別編成やその日の早い時間に売り切れた際は除く）。なお、TSVについてはアメリカなど海外でも同様に存在する。2019年以降は午前2時 - 6時の時間帯は、0時の収録が再放送される。なお、在庫表示はリアルタイムになっている。
  - 一日中放送される全ての商品がTSV価格になる日を定期的に設けている。
- Today's Plus（トゥディーズプラス） - 2016年2月14日より、HOTPick!の後継枠として放送開始。「出会った時が、お買いどき」というキャッチフレーズで、本日価格の商品を紹介する。

##### イベント
毎月数回（主に土日・祝日）に、1日24時間を通して1つのジャンルに特化した「イベントデー」を設け、当日はそのジャンルの商品のみを紹介する。時にはスタジオを飛び出し、公開放送を行うこともある（会場はラフォーレ六本木や東京ビッグサイトが多い）。
この日には原則として「Q SELECTION」は休止となり、稀にではあるがTSVの放送時間が不規則になる場合もある。

### ショッピングナビゲーター
ショッピングナビゲーターとは、QVCの各番組進行役のこと。QVC公式サイト内のQVCショッピングナビゲーターのページにて、各ナビゲーターのプロフィールとメッセージが掲載されており、一部のナビゲーターはInstagramページも紹介されている。

#### 女性
五十音順
- 朝倉美穂（2004年 - 、元商品アドバイザー）
- 井上沙織
- 猪野又紀子（2016年10月 - オフィスケイアール所属）
- 海附雅美（2024年2月 - ホリプロ所属）
- 浦野遥（2021年 - ）
- 大久保涼香
- 大嶽まどか（2015年2月 - 、元名古屋テレビ放送アナウンサー）
- 加賀真帆（2001年 - ）
- 梶原冨美代（2003年 - ）
- 川上千晶
- 河口美和（2001年 - 、産休育休を挿む）
- 岸田彩加（2025年 - 、元北海道テレビ放送アナウンサー）[17]
- さとう晴美（2011年12月16日 - ）
- 佐竹明咲美
- 田中宏美
- 田中真由美（2021年 - ）
- 西貝真里子（2004年 - 、旧姓小向、元エフエムラジオ新潟アナウンサー、元文化放送アナウンサー）
- 西川梨緒奈（2021年 - ）
- 西沢由紀子（2016年10月 - オフィスケイアール所属）
- 長谷井えみ子（2009年 - ）
- 日比野ようこ（2004年 - 、2010年から2012年1月9日まで休養）
- 藤原由香（2022年 - ）
- 古沢真弓（2014年 - ）
- 細田麻理恵（2013年 - ）
- 山口美保（2004年 - 、元北海道テレビ放送アナウンサー）
- 湯浅明美（開局時 - 、元NHK福岡放送局契約キャスター）

#### 男性
- 石橋尚弘（2012年 - ）
- 筧晃司（2001年 - 、元俳優）
- セリー（2022年 - ）

#### ナビゲーター犬
- Qヴィック[18]：愛称は「Qちゃん」で、犬種はゴールデン・レトリバーのオス。幼い頃に社長に連れて来られた。生年月日は2001年1月23日。名前は一般公募で決まった。イベントでは出張して視聴者と触れ合うこともある。2010年6月いっぱいで一旦ナビゲーター犬としての役目を終え、以後は先輩犬としてヴィッキーをサポートしていくとのこと。ヴィッキーのコーナー「ハッピー☆ヴィッキー」にはたまに登場することもある。
- ヴィッキー：二代目ナビゲーター犬として、一般公募による6つの候補より視聴者の投票が行われ、2010年5月14日に名前が発表された。Qヴィックと同じくゴールデン・レトリバーのオスで、生年月日は2009年12月27日。2010年6月17日に彼のサイトが立ちあがった[19]。

#### 過去に在籍したナビゲーター
- 山名恵子
- 木田まつり（田代の前任のシニアナビゲーター、 - 2003年）
- 永嶋みや
- 石黒馨子（ - 2007年9月）
- 小野田知永子（開局時 - 2008年12月）
- 小川みどり（ - 2009年）
- 桑原希（2003年 - 2009年7月）
- 奥田可能子（ジャパネットたかたに入社）
- 橘俊江（元北陸放送アナウンサー、2009年 - 2010年5月）
- 三上理恵（2009年 - 2010年、2010年10月に「株式会社ネットチャンネル」を立ち上げ代表に就任）
- 御藤博子（元東海テレビ放送アナウンサー、2009年 - 2010年10月）
- 田中花木（元長崎放送アナウンサー・ディレクター、2010年 - 2010年12月初旬）
- 佐竹由美子（2011年1月19日 - 2011年12月初旬）
- 田井麗花（2011年1月19日 - 2011年12月31日）
- 田代真弓（元鹿児島テレビ放送アナウンサー、開局時 - 2015年1月29日）
- 堀田ゆかり（2006年 - 2020年4月、ジャパネットたかたに入社）
- 渡辺公海（開局年 -2021年6月24日Kumi's Room OAラスト出演）現商品アドバイザー
- 石川小百合（2010年11月2日 - 2021年7月26日、元テレビ静岡アナウンサー、太田プロダクション所属）
- 芝尚子（元南海放送アナウンサー）
- 志波むつみ（2001年 - 2020年4月17日）
- 永田佳代（2010年 - 、オフィスケイアール所属）
- 山越和枝（2002年 - ）
- 道田真一（2003年[20] - 2023年、元モデル[21]、2023年3月12日死去[22]）
- 森みな（2002年 - 2023年8月29日）
- 司愛梨
- 小林さやか（2013年 - ）

（順不同）

#### モデル
メインモデルはナビゲーターと同様に、QVC公式サイト内のQVCモデルのページにて、プロフィールとメッセージが掲載されており、Instagramページも紹介されている。
- 汐見吏沙
- 奈良岡ゆきよ
- 藤田あゆみ
- 野瀬春沙
- 大浦里子
- 石田明穂
- 北村舞
- 平田佳奈
- 白姫あかり
- 竹田麻衣
- 中川愛理沙
- 相羽薫
- 笑京
- 加藤里奈
- 上田千尋
- 西村真美子
- 犬飼ゆきな
- 工藤晴未
- 嶋田美彩
- ゆりあ
- 関絵理子
- 村上幸実
- 春輝
- 柏原夕舞
- 九条まな美
- 正智寧音子
- 本城くれは
- 豊馬奈雅子
- 荒川姫央
- 崎本ゆかり
- 早耶花
- 青柳美咲
- 木村真帆
- 山岡美穂
- 如月さえ
- 山田知佳
- 赤羽小百合
- 森木美和
- 加藤紺
- 梨帆
- 彩夏涼
- 真緒
- 村井佑実
- 木原崇江
- 薫子
- 芹沢佳代
- EVA
- 梶田麻衣
- 山本千尋
- 西堀真央
- 目黒陽子
- 小幅由香
- 多田恭子
- 綾乃
- 菅原ブリタニー
- 亀山絵里子
- サチエ
- HITOMI
- 沙亜矢
- 山本莉子
- 土屋綾子
- HIROKO
- 飯島香織
- 小野あかね
- EIHO
- 岩崎麻梨子
- 榊原祐子
- 貴左子
- 佳菜子
- 高良ひとみ

### 放送メディア
BS4K放送とCSデジタル放送では24時間無料放送を行っている。同放送での局名表記は、2010年11月30日まではQVCであったが、翌12月1日以降はキュー・ヴィー・シーとなっていた。
インターネットでも放送中の番組を「QVC LIVE」として、ホームページやYouTubeなどで配信している。
特に注釈のない限り、時間は日本時間での表記。

#### BS4K放送
- 新4K8K衛星放送 - Ch.BS4K 221（4K画質放送、衛星基幹放送事業者：QVCサテライト）
  - 論理チャンネル枠「22x」、リモコンキーIDはトゥエルビと同じ「12」。
  - 2018年12月1日[注 9]より左旋BS放送（BS-8ch）にて4K放送『4K QVC』を開始[26]。
  - QVCでは初めての基幹放送プラットフォームとしての放送[27]。
  - 4K放送の開始に合わせて放送設備の更新を行っており[28]、4Kチャンネルで唯一放送開始時から終日ピュア4K HDRでの放送を行っている[29]。また、データ放送も行っている。
  - 2022年12月15日より、AIによるリアルタイム字幕放送を開始。
  - 2025年4月1日から右旋帯域（BS-11ch）に移動[15][13]。

#### 東経124・128度CSデジタル放送
- スカパー!プレミアムサービス - Ch.525（ハイビジョン放送、衛星一般放送事業者：スカパー・エンターテイメント）
  - Ch.222→212（衛星一般放送事業者：QVCサテライト）でも標準画質による放送（4:3SD放送）を行っていたが、2015年3月31日をもって放送終了。
  - Ch.598（衛星一般放送事業者：スカパー・エンターテイメント）でも4K画質による放送を行っていたが、2020年3月31日をもって放送終了。

#### 東経110度CSデジタル放送
- スカパー! - Ch.CS161（ハイビジョン放送、衛星基幹放送事業者：CS-TBS〈TBSテレビ系、旧C-TBS〉）
  - 2012年4月2日1:00までは4:3SD放送だったが、同日4:00から16:9フルサイズのSD放送に切り替えた。
  - 2012年3月31日までは「C-TBSウエルカムチャンネル」（Ch.CS160）でも同時放送を行っていた。
  - 2018年9月26日、ハイビジョン化。
  - C-TBSウエルカムチャンネルは2012年3月31日限りで放送終了となったため、それ以後は同チャンネルに代わり、Ch.CS161がスカパー!加入に際しての受信テスト用チャンネルとなる。これは無料放送の中では最も周波数が高い物理チャンネルのND22を使用しており、衛星放送が始まった1980年代当時に設置したBS専用アンテナでは受信できない可能性があるため。
  - ノンスクランブル放送のため、2Kテレビでは視聴にB-CASカードは必要ない。

#### BS・地上波放送におけるCS再送信ネット
- BS12トゥエルビ
  - 放送時間：（月 - 水）8:00 - 16:00、（木 - 金）8:00 - 15:00、（土）7:00 - 13:00、（日）6:00 - 13:00、毎日 22:00 - 翌2:00（何れもハイビジョン放送。宣伝や「お知らせ」も含む。）
  - 2007年12月1日22時から、「QVC」の番組名でサイマル放送を実施。
  - 以前の番組内のテロップ類は、CSデジタル放送・CATV向け放送に使用されるのと同じデザインの物を、トゥエルビ向けにそのまま16:9の位置に合うように横方向へと拡大しただけであった[注 10]。
  - 番組内での宣伝や「お知らせ」の一部は、トゥエルビの送出（CMなど）に差し替えている。
  - 2010年4月1日から未明・早朝帯の一部放送を中止した。
- BS日テレ
  - 放送時間：（月 - 金）6:00 - 8:00（何れもハイビジョン放送。BS日テレ4Kでは4K画質放送。）
  - 番組名は「ショッピングQ」。
  - 2010年5月10日より、月曜 - 金曜の17時台にて放送を開始。ラテ欄では「お買物・生放送!」と記載されるが、枠名は「QVC17」、2011年春頃から「Q17」。内容は最初の数カ月冒頭にQVCを紹介するVTRを流した後は通常のTSVと変わりない。2023年9月をもって終了し、代わって翌月より月曜 - 金曜の6時台での放送が開始された。
  - 未明帯（毎日 0:00 - 1:00）は「Qスタイル」と題し、2011年4月2日に放送開始したが、2012年10月1日をもって終了。代わって同日より月曜 - 金曜の朝帯（7時台）での放送が開始された。
  - 未明帯に関してはプロ野球中継・巨人戦のクッション番組の意味合いも兼ねており、放送時間短縮・放送休止を行う事があった。
  - 2015年5月4日より、「Q18」として月曜 - 金曜の18時台にサブチャンネルの142ch（16:9標準画質放送）での放送を開始。ただし、巨人戦ナイター放送時は21時前までマルチチャンネルを実施しないため、休止となる。2020年3月終了。
  - なお、当チャンネルでは、土曜 - 月曜にショップチャンネルも放送されている。
- BS松竹東急
  - 放送時間：毎日 2:00 - 3:00
  - 2023年10月1日放送開始。「QVCショッピング」の番組名でサイマル放送を実施。
  - 毎月第3週火曜日から第4週月曜日は休止。
- 民放のBS4K放送事業者
  - BS日テレ4K・BS-TBS4K・BSテレ東4K・BSフジ4Kにて放送。一部2Kとのサイマル放送を差し替えて4K独自放送として放送している放送局と時間帯がある[30]。

#### 過去に放送されたCS再送信ネット局
- TOKYO MX
  - 放送時間：（月 - 金）8:00 - 8:59
  - 2013年7月1日放送開始。「QVC 世界最大級のテレビショッピング」の番組名でサイマル放送を実施していた。
  - マルチ放送のメインチャンネル（091ch）での16：9標準画質放送となっていた。これは、サブチャンネル（092ch）にて『東京マーケットワイド』を放送する時間帯であるため。
  - 平日朝7時台に放送していた『TOKYO MX NEWS』の朝刊版に代わる番組として2014年4月1日より開始した『モーニングCROSS』の放送が8:25までの放送となるため、2014年3月31日をもって放送を終了した。
- BS11
  - 放送時間：（月 - 金）18:00 - 19:00（ハイビジョン放送）
  - 2015年10月1日放送開始。ラテ欄では「買物」など、EPGでは「QVC 世界最大級のテレビショッピング」と表示されていた。枠名は「Q18」。日によって事前収録分が放送される事もある。生放送の時はBS日テレの142chと全く同じものが放送される。なお、BS日テレ同様、当チャンネルではショップチャンネルも放送されている。かつては、土曜・日曜も放送されていたが、2023年3月31日をもって放送を終了した。

#### 提供番組
- 街頭Qバラエティー! スマホ見せてください（BS松竹東急 2023年7月16日 - 2023年10月1日）

#### テレビ番組
- 日経スペシャル ガイアの夜明け 完売御礼!テレビ通販の魔力（2003年3月23日、テレビ東京）[31]

### QVCジャパンに関する事件・諸問題
- 2007年6月29日、公正取引委員会は景品表示法違反（優良誤認）でQVCジャパンに排除命令を出した。排除命令を受けたのは、同社が販売をしていた「びっくり湯桶」という浴室用製品。浴室に置くだけで、銀イオンの効果で浴室内のカビの発生が防げると偽って宣伝をしていた[32]。
- QVCジャパンは2008年1月18日・2009年1月31日・2月5日・8月20日・9月11日の5日間、ウール100%の商品を「上層ウール100% 下層ウール100%」ではなく、「上層ウール100% 下層カシミヤ80% ウール20%」とカシミヤも使用されているかのように表示・販売していた。住金物産が、QVCを通じて2009年11月5日に消費者庁に報告を行った。QVCジャパンは本件について、2009年12月14日4時の番組の冒頭で経緯を説明し、謝罪した。消費者庁は2010年3月31日、景品表示法違反（優良誤認）でQVCジャパンに措置命令を出した[33]。
- 2009年1月14日、公正取引委員会は景品表示法違反（優良誤認）でQVCジャパンに排除命令を出した。同社は、プラスチック製のスプーンとフォークのセットを「木製」「漆塗り」などと偽って販売していた[34]。
- 2012年9月12日、ナビゲーターに関することでQVCジャパンを脅迫していた男が逮捕された[35]。因果関係は不明だが、同年7月中旬頃から事件解決日まで、プロフィールや出演予定など、ナビゲーターに関することが公式ウェブサイトから削除または閲覧不可となっていた。

## 各国のQVC

### アメリカQVC
本社のあるペンシルベニア州ウェストチェスターのスタジオ・パークを本拠地として放送、運営を行っている。小売店も全米にある。年間364日は生放送（クリスマスのみ録画）。約9,000万世帯に向け放送している。ちなみに、本社ビルはかつてのコモドール（1994年倒産）の本社である。

### イギリスQVC
BスカイBとの合弁で設立。イギリスではロンドンのバターシー地区にある本部より放送。コールセンターと配送センターはリバプールにある。24時間放送だが生放送は一日17時間。ケーブルテレビ、衛星放送、地上波デジタル放送を通じ540万世帯向けに放送。

### ドイツQVC
1996年12月放送開始。ドイツではデュッセルドルフに本部があり、24時間生放送（クリスマスを除く）で3380万世帯向けに放送。

### イタリアQVC
地上波デジタル放送にて放送を計画するものの、2008年には認可が下りなかったが、2010年10月1日に開局。QVCジャパンでも記念イベントを行った。

### QVC/CNR
中央人民広播電台の協力で設立。本部は北京市。